# انتقام‌جو (فیلم ۲۰۰۴)
انتقام‌جو (به هندی: Ek Hasina Thi) فیلمی محصول سال ۲۰۰۴ و به کارگردانی سریرام راگاوان است. در این فیلم بازیگرانی همچون اورمیلا ماتوندکار، سیف علی خان، آدیتا سیرواستاو، سیما بیسواس، ذاکر حسین ایفای نقش کرده‌اند.